# Municipio de Halstad
El municipio de Halstad (en inglés: Halstad Township) es un municipio ubicado en el condado de Norman en el estado estadounidense de Minnesota. En el año 2010 tenía una población de 108 habitantes y una densidad poblacional de 1,1 personas por km².

## Geografía
El municipio de Halstad se encuentra ubicado en las coordenadas 47°22′19″N 96°46′57″O / 47.37194, -96.78250. Según la Oficina del Censo de los Estados Unidos, el municipio tiene una superficie total de 98.05 km², de la cual 97,51 km² corresponden a tierra firme y (0,55 %) 0,54 km² es agua.

## Demografía
Según el censo de 2010, había 108 personas residiendo en el municipio de Halstad. La densidad de población era de 1,1 hab./km². De los 108 habitantes, el municipio de Halstad estaba compuesto por el 97,22 % blancos, el 0,93 % eran de otras razas y el 1,85 % eran de una mezcla de razas. Del total de la población el 3,7 % eran hispanos o latinos de cualquier raza.